# Antoine Anne Lecourt de Béru
Antoine Anne Lecourt de Béru, né le 14 août 1755 à Béru, mort le 5 mai 1814 à Chablis (Yonne), est un général français de la Révolution.

## Biographie
Fils de Edme Le Court, lieutenant-colonel au Fleury-Infanterie, et de Marie-Jeanne de Palluau. Il s'est marié le 18 brumaire an V (8 novembre 1796), à Auxerre, avec Marguerite-Victoire Delagrange, fille d'un directeur des diligences.
Entré en service comme sous-lieutenant au Picardie-Infanterie. Il sert en Corse de 1774 à 1777. Nommé capitaine de grenadiers au 2e régiment d’infanterie, en 1791, il est lieutenant-colonel le 5 juin 1792 aux grenadiers sous La Marlière, puis sous Richardot.
En 1793, il est affecté à l’armée du Nord. Il est nommé général de brigade le 15 mai 1793 et il participe le 18 août 1793 au combat de Linselles, et les 12 et 13 septembre 1793 à la bataille de Wervick et Menin. Il est promu général de division par les représentants en mission Levasseur et Bentabole, le 16 septembre 1793, grade confirmé le 19 septembre 1793.
Commandant de la division de Lille. À la nouvelle de la suspension des officiers nobles par la Convention, il est démissionnaire le 1er octobre 1793. Suspendu le 9 octobre 1793, il est remplacé par le général Souham. Il se retire à Béru dans l’Yonne,.
Il meurt le 5 mai 1814, à Chablis.

## Famille
Un petit-fils, Renault, né le 9 mars 1899 à Évreux, est propriétaire du château des Landes, à Canappeville (Eure) dont il est le maire jusqu'en 1944.

## Sources
- Archives départementales de l'Yonne antérieures à 1790: inventaire sommaire, Gallot, 1868, p. 354
- Lazare Carnot, Correspondance générale de Carnot: Mars-août 1793, Imprimerie nationale, 1894, p. 105 note 2
- États détaillés des liquidations faites par la Commission d'Indemnité, à L'époque du 31 décembre 1826, en exécution de la loi du 27 avril 1825, au profit des anciens propriétaires ou ayant-droit des anciens propriétaires de biens-fonds confisqués ou aliénés révolutionnairement: Contenant, par ordre alphabetique, depuis le Département du Pas-de-Calais jusques et y compris celui de l'Yonne, Tome 3, Imprimerie Royale, 1827, p. 6 (Dépt. Yonne)
- (en) Generals Who Served in the French Army during the Period 1789 - 1814: Bache to Beysser (lire en ligne)
- "Houchard: De la victoire à la guillotine", Atlas géopolitique et militaire de la première république française (lire en ligne)
- Antoine Henri baron de Jomini, Histoire critique et militaire des guerres de la Révolution : Campagnes de 1788-1793, Bruxelles, Librairie militaire de J-B Petit, 1840, p. 389-390
- Le Court de Béru – général de division de la République (lire en ligne)
- Louis Sandret, Revue nobiliaire historique et biographique, Tome 10, J.B. Dumoulin, 1875, p. 116 – 168
- Georges Six, Dictionnaire biographique des généraux & amiraux français de la Révolution et de l'Empire (1792-1814),de A à J, Librairie Historique Et Nobiliaire, 1934, p. 93
- J.H. Willems, H. Lamant et J-Y Conan, Armorial français: Corday-Cousturier, 1969, p. 204